# Boldogváros
Boldogváros (románul: Seliștat, németül: Seligstadt, szászul: Selijescht) falu Romániában, Brassó megye északnyugati határán. Közigazgatásilag Sáros községhez tartozik. Nevével ellentétben nem város, hanem néhány utcás falu, melyet a 20. század közepétől masszív kivándorlás jellemez. Megközelítése nehézkes, épített utak nem vezetnek hozzá, tömegközlekedés nincs.
Erdélyi szászok telepítették a 13. század második felében, temploma valószínűleg a 14. század első felében épült gótikus stílusban, és a 15–16. századok fordulója körül erődítették. Félreeső elhelyezkedése miatt a falut elkerülték a háborúk, dúlások, de ugyanakkor a fejlődés is. A szászok egészen az 1960-as évekig abszolút többségben voltak, utána azonban kivándoroltak, a 2011-es népszámlálás szerint már csak 3 német élt a 178 lelket számláló településen. A házak nagy részét elhagyták, elromosodtak, és ezzel a település történelmi hangulata nagymértékben odaveszett. A 21. században a turizmus fellendítésével, egy ifjúsági központ megnyitásával próbálnak új életet lehelni a faluba.
Fő látványossága a jó állapotban fennmaradt, a 21. század elején felújított boldogvárosi erődtemplom.

## Elnevezése
Német Seligstadt nevének jelentése „boldog város”, ezt vette át tükörfordításban a magyar és fonetikusan a román nyelv. Korai neve Seligstatt (latinul Felix locus), azaz „boldog hely” volt; ez a 15–16. század tájékán ferdült Seligstadtra (maga a település soha nem volt város, és nem rendelkezett városi jogokkal). Erich Lukas szerint a helynek még a rómaiak adták a Felix locus nevet, mikor Dacia római provincia volt, ezt vették át később a németek.
1355-ben Selgestat, 1383-ban de felici loco, 1383-ban Felicis loci, 1389-ben Felicis loci és Zelgerstat néven említik. 1456-ban Selingenstatt, majd 1483-ban már megjelenik a Seligerstadt név, mely 1600 körültől Seligstadtként állandósul. 1713-ból maradt fenn először a magyar Boldogváros, 1733-ból a román Szélistat név; a 19. században Boldogfalva, Szelidváros, Zselidváros alakokban is írják. 1920 után a román Seliștat lesz a falu hivatalos neve.
Az 1930-as években, mikor sok erdélyi település nevét románosították, felmerült az ötlet, hogy a falu román nevét Felicenire változtatják („boldog hely”, a német és latin név alapján). A szász többség azonban nem egyezett bele ebbe, így maradt a Seliștat név. Az 1990-es években ismét felmerült az immár román többségű falu átnevezése, de a kezdeményezés elhalt.

## Földrajza

### Fekvése
A Küküllőmenti-dombvidéken (ezen belül a Hortobágyi-dombságban), Brassó megye északnyugati határán fekszik, az Olt és a Hortobágy vízgyűjtő területei között elhelyezkedő erdős területen, 570 méteres tengerszint feletti magasságban. A községközponttól, Sárostól légvonalban 8, úton 15 kilométerre északnyugatra fekszik, Fogaras municípiumtól légvonalban 18 (úton 30), Brassó megyeszékhelytől pedig 70 (úton 95) kilométerre.
A falu legfontosabb megközelítési útja a középkortól kezdve a nyugat felé, Nagysinkre és Szentágotára vezető országút volt, amelyet 1890-ben le is köveztek. Azonban 1947-ben létrehozták a falutól közvetlenül nyugatra elhelyezkedő nagysinki katonai bázist és lőteret (Poligonul Cincu), az országutat pedig lezárták. Azóta a zsáktelepülést csak egy keskeny földúton lehet megközelíteni a délkeletre fekvő Sáros felől. A 20. század második felében létezett tömegközlekedés (munkásokat szállítottak Fogarasra), azonban az 1990-es években megszűnt.

### Vízrajz
A falun a három mellékvízből kialakuló Valea Hulii patak folyik át, amely északnyugati irányba halad és Jakabfalvánál ömlik a Hortobágyba. Évszázadokkal ezelőtt vízhozama sokkal nagyobb volt a mainál, malmot hajtott, olvadáskor pedig többször megrongálta a hidakat és egyszer a malmot is elvitte. Az utcákat úgy alakították ki, hogy a házak magasabban feküdjenek a patakvölgynél, így az árvizek soha nem tettek kárt a lakóépületekben.
A 18. századtól a patak vízhozama csökkent, aszályos időben érezhető lett a vízhiány, így fontos szerepet kaptak a környék vízforrásait hasznosító közkutak és itatóvályúk, melyeket közpénzből hoztak létre a 19−20. században. A faluban kilenc kutat és öt itatót létesítettek, melyek nem csak a gazdaság és az állattartás, hanem a tűzvédelem szempontjából is fontosak voltak. A 20. század második felében a kutakat elhanyagolták, kettő közülük eldugult és felszámolták őket.

### Éghajlat
Mérsékelt szárazföldi éghajlat jellemzi, melyre a sarki hideg és a déli meleg légtömegek is hatással vannak. Tavasszal a nyugati szélirány az uralkodó, ősszel és télen pedig mind keleti, mind nyugati irányú szelek előfordulnak. A csapadékviszonyokra befolyással vannak a közeli hegységek. Az évi átlagos csapadékmennyiség 691 mm; legkevesebb februárban (22,7 mm) és legtöbb júniusban (111,1 mm). A völgyben az éghajlati elemek a környező dombokénál mérsékeltebb topoklímát határoznak meg, és a viszonyok kedvezőek a mezőgazdasági kultúrák egész sora, különösen a cukorrépa, a kukorica és a takarmánynövények számára.
A hőmérséklet ingadozása viszonylag jelentős; az évi középhőmérséklet 8,2 °C, a januári –4,6 °C, a júliusi pedig 18,7 °C. Az első fagy általában október utolsó harmadában érkezik, az utolsó pedig április első, ritkán utolsó harmadában. A hótakarós napok száma évi 50-70.

### Flóra és fauna
Boldogváros flórájának nagy részét a mezőgazdasági terület növényzete alkotja, ahol főként burgonyát, búzát, kukoricát termesztenek, ezen felül pedig nagy területet tartanak fenn legelőként és kaszálóként. A falu környékén található 650-700 méter magas dombokat lombhullató erdő borítja, ahol tölgy, bükk és gyertyán uralkodik. Az erdő régen a falu tulajdonát képezte (nem volt királyi birtok), a parcellákat pedig minden ősszel újraosztották a falubeliek között, ahonnan kitermelhették a fát.
Egyesek tudni vélik, hogy a Sáros és Nádpatak irányában elhelyezkedő három tölgyerdőt a 18. században ültették, hogy „eltérítsék” a Morgonda és Százhalom irányából érkező gyakori nagy esőket, mivel a régi hiedelmek szerint az erdő vonzza az esőt.
Állatvilágának nagyobb képviselői a szarvas, őz, vaddisznó, farkas, borz, mókus, mezei nyúl. A gazdag állatvilág hatására viszonylag sok vadásztársulat alakult a múltban.

## Története

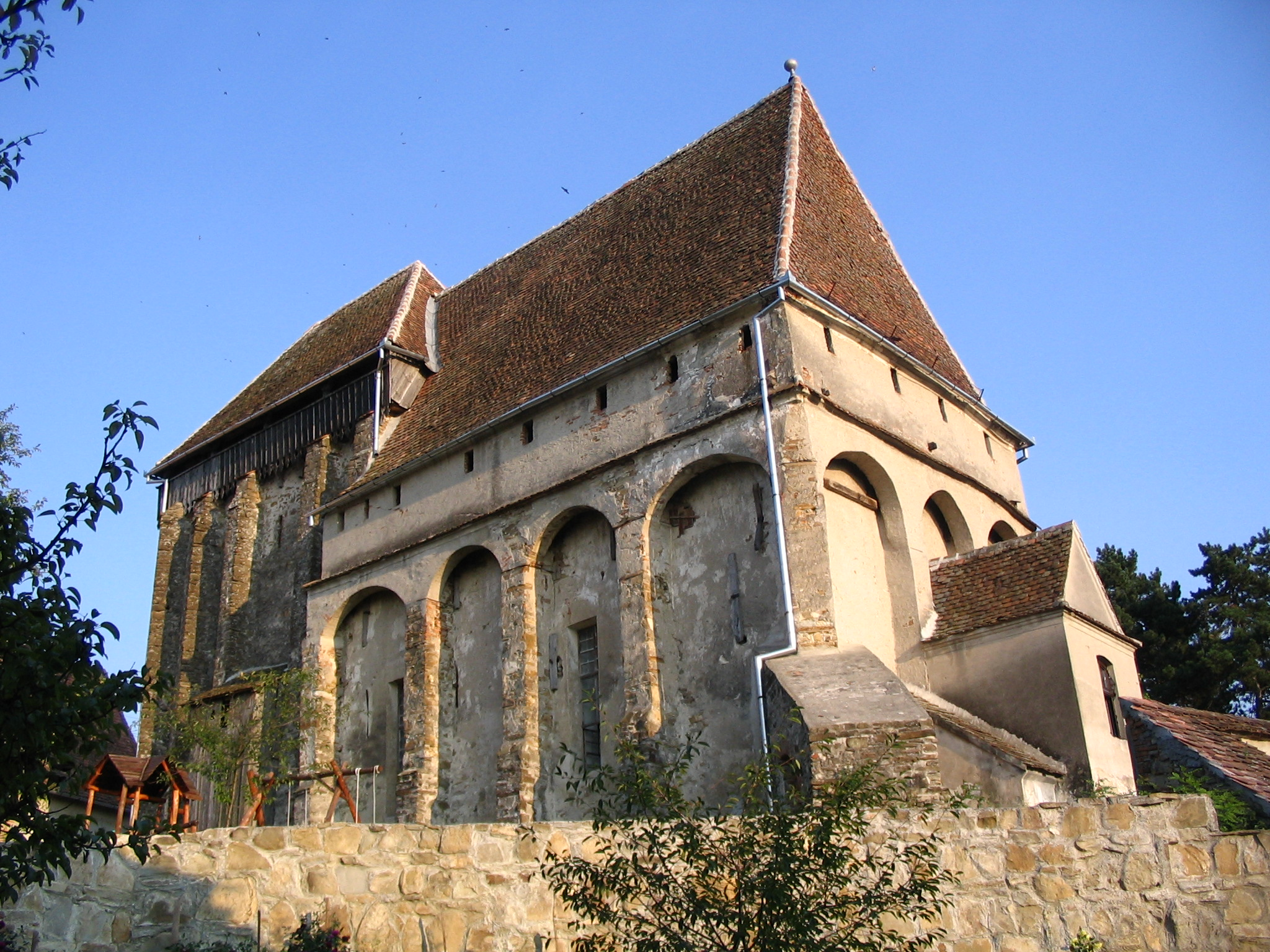
Az erődtemplom

A Hortobágy vidékén már az i. e. 2. évezredben megjelennek a lakottságra utaló jelek, és Boldogváros határában egy Wietenberg-kultúrához kapcsolható fibulát találtak. A falu helyén egy Villa Militum nevű, a 2. században virágzó római telepet feltételeznek, melynek nevét később a kialakuló szász falu is felvette, és a név már egy 1206-ban, II. András által kiadott okmányban megjelenik. Györffy György és Gernot Nussbächer szerint azonban ez a Villa Militum nem Boldogváros, hanem Réten (Rittersdorf) területén volt, így a név és az 1206-os okmány nem Boldogvárosra vonatkozik.
A 12. században II. Géza magyar király szászokat telepített Erdély déli határvonalára (parasztok, lovagok, mesteremberek, kereskedők, bányászok), hogy hasznosítsák az igen gyéren lakott területet. Boldogvárost a hagyomány szerint kilenc szász család alapította. Karl Kurt Klein úgy véli, hogy a falu a Georg Daniel Teutsch által „másodlagos szász településeknek” nevezettek közé tartozik, amelyeket 1264 után alapítottak az Olt és a Déli-Kárpátok hágói közötti gyepűk területén. Selgestat első írott említése egy 1355-ös okmányban szerepel, mikor más falvakkal együtt határvitája volt Morgondával. 1389-ben a Réten és Boldogváros közötti, egy halastóról és egy malomról szóló megegyezésből kitűnik, hogy Zelgerstat Nagysinkszékhez tartozott. 1400 körül a kőhalmi káptalan nagysinki surrogatiojának részeként említik.
Szent Miklósnak szentelt katolikus (a reformáció után evangélikus) nagytemploma egyes történészek szerint a 13. század második felében, mások szerint a 14. század első felében épült. A 15. század második fele és 16. század első negyede között megerősítették: a szentély fölé egy három emeletes tornyot emeltek, a hajóra pedig egy védemeletet húztak, mely félköríves konzolokra támaszkodik. Az épület köré megközelítőleg kör alaprajzú védőfalat építettek, amelyet északon és északkeleten egy-egy háromszintes, lőréses bástya védett (ezeket gabonatárolásra használták és Fruchthausnak nevezték).
A középkorban Boldogváros szabad falu volt, és már a 15. században éves vásár tartására kapott jogot. 1488-ban feljegyzik, hogy a falu birtokot vásárolt Nikolaus és Michael von Retersdorf gerébektől, hogy kiterjessze határát. Ez idő tájt 34 háztartást számlált, és malom és iskola is létezett a településen. 1508-ban a király más településekkel együtt felmentette Boldogvárost a beszállásolás kötelessége alól. 1532-ben már 53 háztartás volt. 1563-ban megemlítik, hogy Százhalommal együtt osztoztak egy szabadbirtokon (Stuhlsfreitum), és ezért évi hozzájárulást fizetnek a széki pénztárba. 1573-ban módosították a Boldogváros és Sáros közötti határt.
1660–1661-ben pestisjárvány tombolt, több gazdaság lakatlanul maradt, azonban a halottak pontos számáról nincs adat. 1664-ben, a török háború után a többi faluval együtt adót kellett fizessen a törököknek.
Románokat legelőször 1760-ban említenek, de ekkor még nem volt templomuk. A ma is álló görögkeleti templomot 1866-ban építették, első parókusa Gheorghe Căpriță volt. Korábban a román temető téglából épült kápolnáját használták misézésre; az új templom építésekor ezt lebontották. Az 1950-es és 2000-es években felújították a templomot. 
Boldogváros a középkortól kisebb megszakításokkal 1876-ig Nagysinkszékhez tartozott, ekkor Nagy-Küküllő vármegye Nagysinki járásának része lett. A 19. században faluháza épült, ezt egészen a 20. század közepéig használták ilyen minőségben, majd miután 1956-ban Boldogváros megszűnt önálló község lenni, az épületben iskola, posta, üzlet működött.

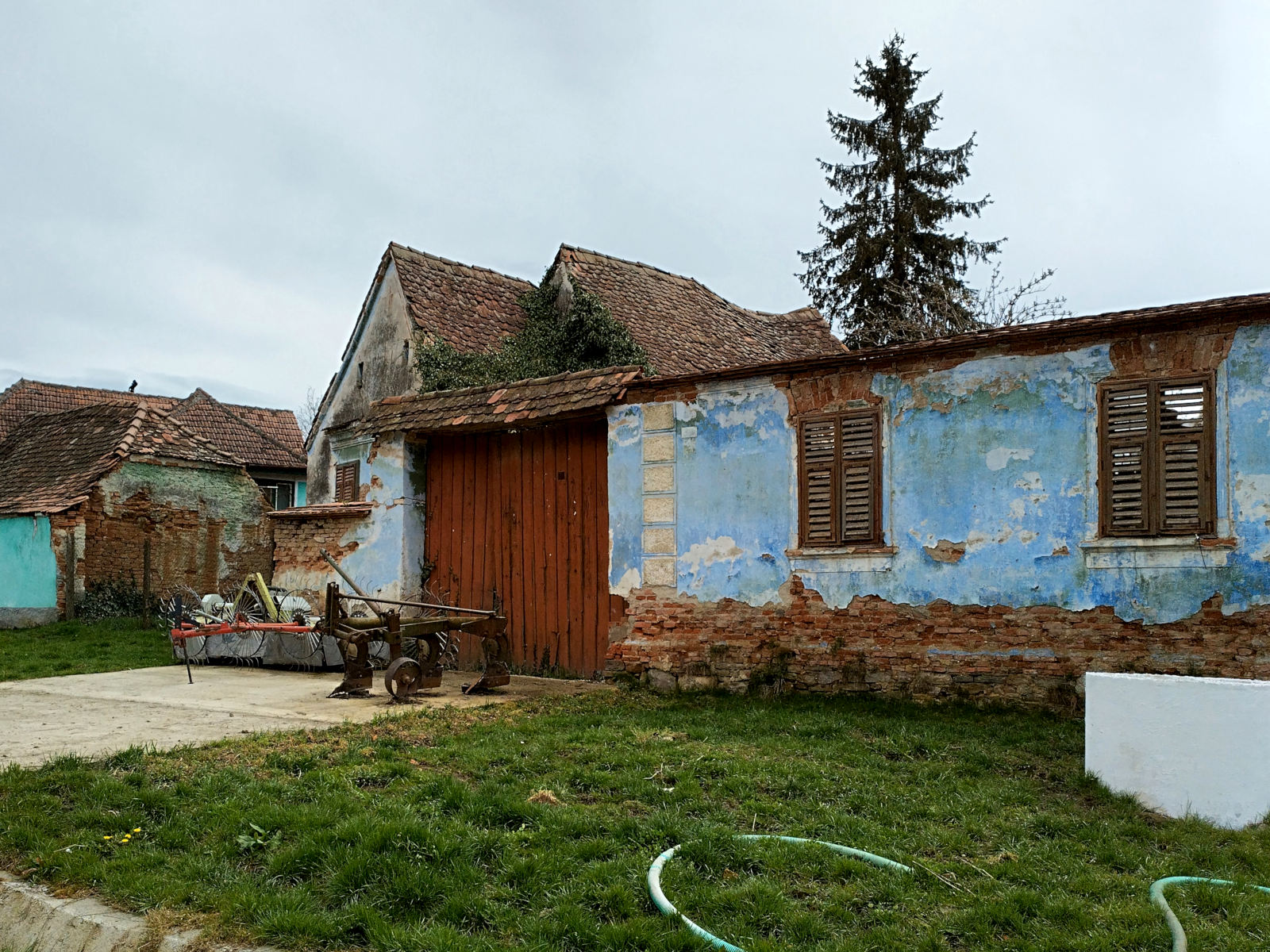
Elhagyatott, pusztuló szász házak

Az első világháborúban a boldogvárosiak közül két szász és két román katona esett el. 1920-ban Erdély – és így Boldogváros is – Románia része lett, az 1921-es földreform és a közigazgatás változásai a faluban is érzékelhetőek voltak. A második világháborúban a falu 52 szász lakója harcolt a német hadseregben (18 elesett), és 15 szász és 21 román harcolt a román hadseregben (4, illetve 8 elesett). A háború utolsó évében, 1945. január 13-ának éjjelén a boldogvárosi szászokat összegyűjtötték, majd sokukat a Szovjetunióba vitték, még azokat is, akik a román hadseregben harcoltak. A 75 deportált személy közül 68 tért vissza. Az 1949 után visszatérő, illetve az életkoruk vagy munkaképtelenségük miatt otthon maradt szászokra másik csapás is várt: vagyonukat, házaikat a hatalom kisajátította és a falubeli nincstelen cigányoknak, továbbá az 1946-ban Netotról és Nagyvajdafalváról betelepített románoknak adta. A szászok ki kellett költözzenek házaikból, és korábbi földjeiken kellett dolgozzanak új gazdáiknak, hogy fenn tudják tartani magukat, egészen 1954-ig, amikor a kommunista vezetés döntése alapján visszakapták vagyonukat.
1950-ben villamosították a falut. 1956-ban Báránykúthoz csatolták (azelőtt önálló község volt), majd 1968-ban a Brassó megyei Sáros község részévé tették négy másik faluval együtt. A 20. század második felében, túlnyomó részben az 1989-es rendszerváltás után a szászok kivándoroltak; ezzel párhuzamosan a a románok száma is lehanyatlott. Míg 1941-ben közel 800 lakosa volt a falunak, 2011-ben kevesebb, mint annak negyede; a házak jelentős része elromosodott. A 21. század elején a turizmussal próbálnak új életet lehelni a faluba: az elhagyatott iskolát és paplakot ifjúsági szállássá alakították át (Jugendzentrum Seligstadt), a szász erődtemplomot felújították, néprajzi múzeumot rendeztek be, turistaösvényt jelöltek ki.

### Legendák
Az alapítás legendája szerint a szász telepesek Nagyszeben felől érkeztek, és az egymás közelében fekvő Boldogvárost (Seligstadt), Százhalmot (Hundertbücheln) és Újvárost (Neustadt bei Agnetheln) három testvér alapította. Egymás között megegyezve, a legidősebb telepedett le családjával Boldogváros területén. A középső, aki a legmagasabb volt, alapította Százhalmot, és a százhalmi szászok mindig magasabbak voltak, mint a másik két falu lakói. A legkisebbnek Újváros jutott, és az volt a feladata, hogy védje a másik két falut. A legenda alapja valószínűleg az, hogy a három falu lakói mindig jól megértették és segítették egymást, és ugyanazt a szász nyelvjárást beszélték.

## Leírása
A település délkelet–északnyugati irányban alakult ki a völgyön átfolyó patak teraszain. Alaprajza téglalap alakú: két hosszabb, egymással párhuzamos utca (str. Principală és str. Pe Deal), amelyeket két rövidebb, ezekre merőleges utca köt össze (str. Dealului és str. Bisericii Române). A Főutca (str. Principală) három részből áll:  délkeleti, Báránykút felé vezető szakasza az úgynevezett „felső rész”, északnyugati szakasza az „új rész”, a kettő között pedig a piactér van, amely fölött az erődtemplom magasodik. Ebből a négy nagyobb utcából további, kis utcácskák ágaznak ki: nyugaton a str. Prin Români (ahol eredetileg a románok letelepedtek, itt építve fel ortodox templomukat is), a str. După Grădini és a Țigănie, délen pedig a Țigănia Nouă.
A szász falvakra jellemzően a téglalap alaprajzú telkek utcafronti oldala keskeny, befele azonban hosszúak, akár 100-150 méteresek is. A magasföldszintes lakóház az utcafronton van, mellette magas fal és nagy kapu. A ház mögött helyezkednek el sorban a melléképületek: nyárikonyha, fészer, istállók, majd a háznál is nagyobb csűr, ezen túl pedig a kert, gyümölcsös. A legrégibb fennmaradt ház 1769-ben épült (a Főutca 88-as száma), tizenhárom további ház a 18. század utolsó harmadára datálható, négy a 19. század első felére, a többi pedig ezeknél újabb építésű. A 20. század második felében indult kivándorlás miatt számos ház elromosodott vagy már össze is dőlt, ezzel Boldogváros történelmi hangulata nagymértékben odaveszett. A faluban a templomerődön kívül egyetlen épületet sem tartanak nyilván műemlékként.

### Népessége

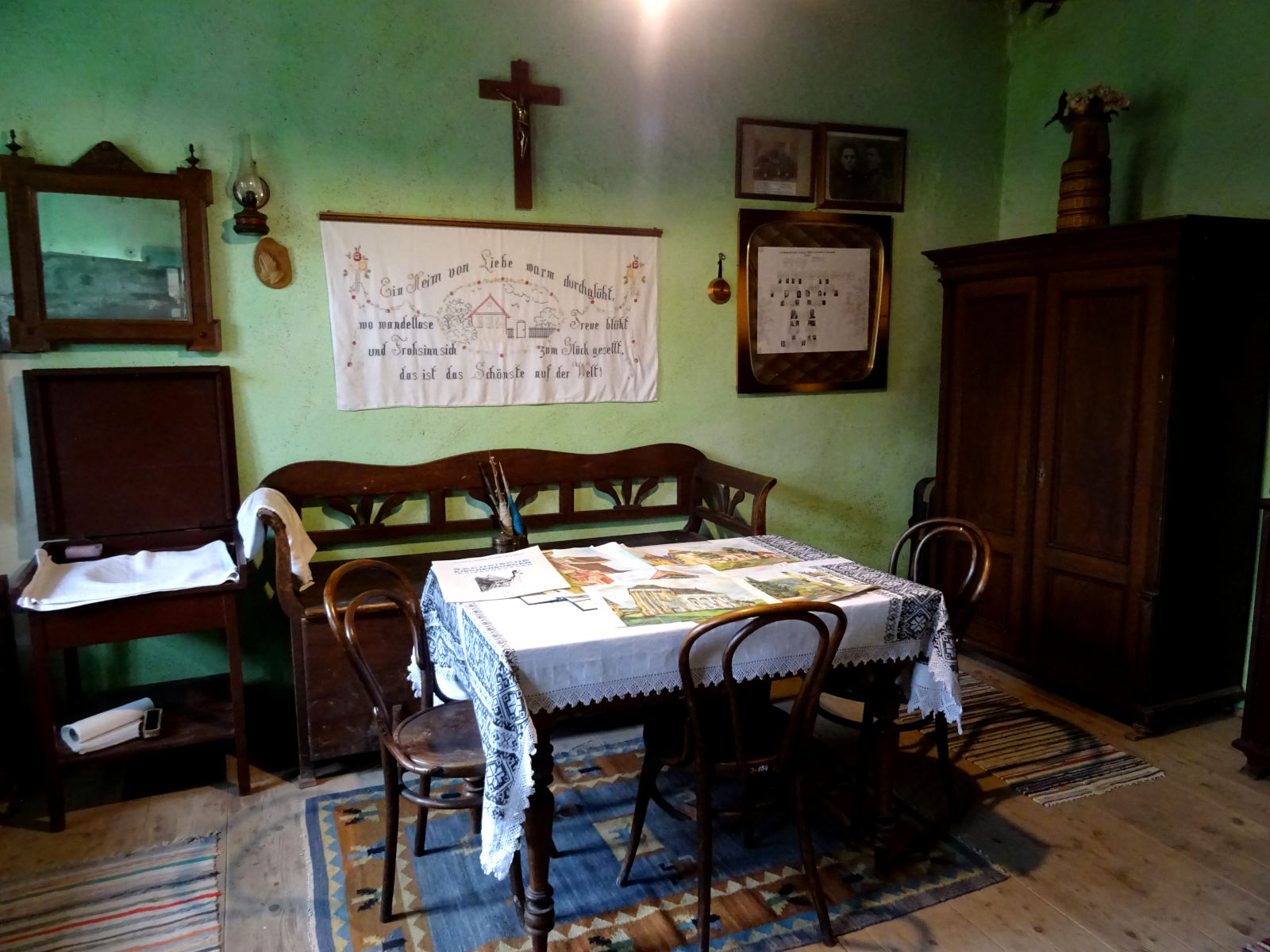
Szász konyha (néprajzi kiállítás)

Erdélyi szászokkal telepítették, valószínűleg a 13. század második felében. 1488-ban 34 háztartást, 3 pásztort, 2 szegényembert jegyeznek fel. 1532-ben 53 háztartás volt, 1720-ban pedig 69. Románokról legelőször 1760-ban adnak hírt, ekkor 19 román ortodox család lakott a településen, de még nem volt templomuk. A román jobbágyokat kezdetben a szászok hívták a faluba, hogy segédkezzenek a föld művelésében és a pásztorkodásban; idővel jogokat kaptak és földtulajdonosok lettek, és a falu nyugati részén (a kialakuló Prin Români utca mentén) építették fel házaikat, majd később templomukat és iskolájukat. Ezzel párhuzamosan cigányok is megtelepedtek, kezdetben szervezetlenül, sátrakban lakva a falu környékén és különböző munkákat végezve a szászok számára (vályogvetés, kovácsolás, szolgálat), de hamarosan letelepítették őket a falu nyugati részén (Țigănie). A népszámlálásokban néhány magyar és zsidó is megjelenik, ám a szász többségű faluban soha nem tudtak gyökeret verni.
1850-ben 748 lakosa volt, ebből 449 szász, 222 román, 76 cigány, egy magyar. Az etnikai arányok fokozatosan módosultak, a románok száma nőtt; míg korábban csak a Prin Români utcában laktak, a 19. század során megvásárolták a szászok házait az azzal szomszédos Bisericii Române és Pe Deal utcákban is, vagyis a település teljes délnyugati része román negyed lett.
Mint minden szász településen, a lakosok Boldogvárosban is szomszédságokba tömörültek. A 19. században három szász és két román szomszédság működött a településen.
1910-ben 663 lakosából 347 szász, 245 román, 69 cigány, 2 magyar. 1941-ban 788 lakosa volt (a feljegyzett legmagasabb népesség). Az 1950-60-as években az átlagéletkor 27,9 év volt a férfiaknál és 23,4 év a nőknél, a gyermekhalandóság visszaszorult, az újszülöttek száma magas volt; mindezek ellenére Boldogváros népessége csökkent a városok felé történő elvándorlás miatt, amit a falu elszigetelődése és a termelőszövetkezetben kapott alacsony bérek váltottak ki. A szászok 1966-ban már kisebbségben voltak (507 lakosból 255 román és 248 szász), utána számuk és arányuk gyorsan hanyatlott, a románok száma is tovább csökkent. 1992-ben 217 lakosából 160 volt román és 22 szász, 2011-ben pedig 178 lakosából 119 román, 52 cigány, 4 magyar és 3 német.

### Gazdaság
A legrégibb időktől fogva Boldogváros lakóinak fő foglalatossága a mezőgazdaság volt, melyre előnyös hatással volt a Hortobágy vidékének termékeny talaja és kedvező éghajlata. A földeken búzát, kukoricát, árpát, zabot, burgonyát (váltogatva paszullyal és tökkel) és takarmánynövényeket termesztettek, a kertekben pedig gyümölcsöt, fűszernövényeket. Az állatok közül megemlíthető a szarvasmarha, juh, kecske, bivaly, disznó, háziszárnyasok.
Malmát már a 15. században említik. Ezt egy áradáskor elvitte a víz, újjáépítéséről pedig letettek, mivel akkoriban a patak vízhozama már igen lecsökkent. A 20. század első harmadában benzinmotoros malmot építettek, 1950-ben pedig elektromossá alakították. A 20. század végéig működött, épülete ma is áll.
1883-ban a falu földterülete 2333 hektár volt, amelyből 1030 hektár szántóföld, 496 legelő, 481 kaszáló és kert, 296 erdő, 30 szőlős. 1911-ben tagosításra került sor, 1921-ben pedig földreformra. 1945-ben a szászok földjeit kisajátították és szétosztották. 1950-ben a faluban megalakult az Augusztus 23 kollektív gazdaság, amely 1962-ben összeolvadt a báránykútival, termelőszövetkezetté alakulva; 1980-ra a mezőgazdálkodást 95%-ban gépesítették. 1990-ben a termelőszövetkezetek megszűntek, a falubeliek visszaszerezték földjeiket, a gépeket azonban nem kapták meg, így visszasüllyedtek a létfenntartó gazdálkodás szintjére. A szántóföldek részben legelővé alakultak át, a falu földterületének egy részét kisajátította a nagysinki katonai bázis.
A szőlőtermesztést és a borkészítést a szászok már a középkorban meghonosították, azonban a 19. század végén a filoxéra, az aszályok és egy tűzvész kipusztította a szőlősöket, és a falubeliek felhagytak a termesztéssel. Az egykori szőlősök helyén ma legelők vannak.
A mezőgazdaság mellett egyéb munkákkal is foglalkoztak: szövés, fafeldolgozás, kerékgyártás, csizmakészítés, vadászat, méhészet. 1486-ban éves vásár tartására kapott jogot. Kocsmáját 1860-ban nyitották. 1890-ben fajtaállatok kiállítását és vásárát rendezték a faluban.

### Oktatás és kultúra

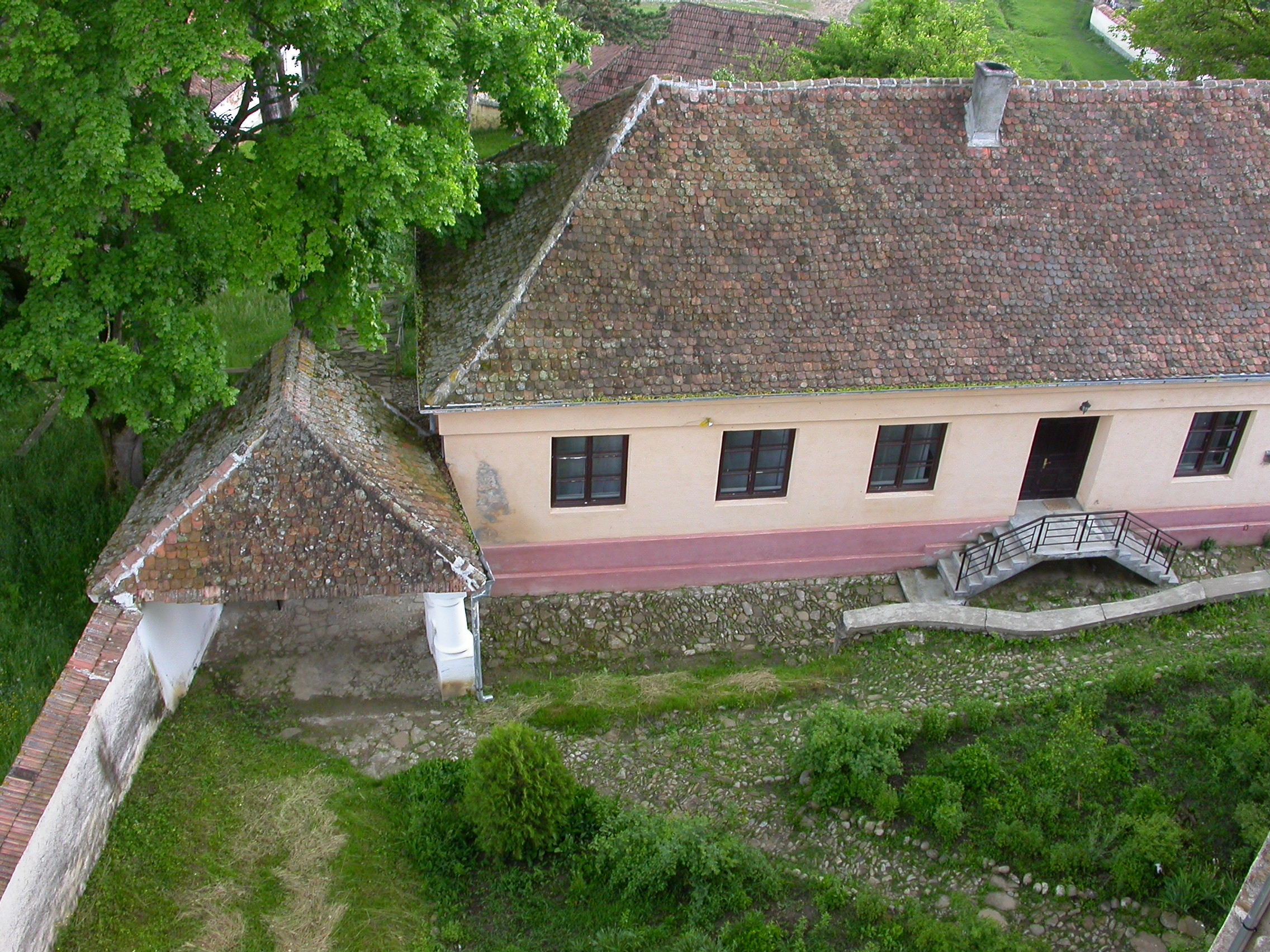
Az 1862-ben épült szász iskola

1488-ban szász iskolát említenek a településen, melynek épületét egyházi pénzalapokból emelték. Ez az iskolaépület a Főutcában volt; később megnagyobbították és evangélikus kultúrházként is használták. 1862-ben egy új iskolaépületet emeltek a templomerőd részben lebontott fala helyén, majd 1912-ben egy további termet építettek hozzá (amely azonban karbantartás hiányában elromosodott és 2000-ben lebontották). A tanítási nyelv a középkortól kezdve a német volt; a 19. század végén a Monarchia megkövetelte, hogy magyarul oktassanak, de ennek elkerülésére az iskolát átvette az evangélikus egyház. A német nyelvű oktatás a tanulók számának csökkenése miatt 1977-ben megszűnt. Az 1989-es rendszerváltás után az egyház visszakapta az épületet, a 21. század elején felújították és ifjúsági házzá alakították.
Az 1920-as években felépült ortodox egyházi iskolája a román templom közelében. A kommunista hatalomátvétel után az egyházi oktatást megszüntették (az épületnek ma csak romjai állnak), az iskolát pedig a faluháza egy termébe költöztették. Kezdetben hét osztályos volt, majd a lakosság csökkenésével összevont négy osztályossá alakult (az 5–8. osztályosok a szomszédos Báránykútra kellett ingázzanak). 2010-ben a boldogvárosi iskolai oktatás teljesen megszűnt, és ez a kulturális tevékenységek elhalását is maga után vonta.

### Látnivalók
- Az evangélikus boldogvárosi erődtemplom a falu északkeleti részén, egy dombon áll. Alapterülete viszonylag kicsi, mely a korai építéssel és a falu kis méretével van összefüggésben. A hajó fölé tíz támpillérre támaszkodó, lőrésekkel ellátott tégla védemelet épült, a pilléreket félköríves árkádok kapcsolják össze. A szentély fölötti torony három emeletes, az első két emelet folyami kőből épült, felette pedig egy fa galéria van, amelyet tizenegy támpillér tart. A templomot erődfal veszi körbe, melynek azonban egy részét és északi bástyáját a 19–20. századok fordulóján lebontották.[18]
- Szent Györgynek szentelt, gótikus stílusú ortodox temploma 1866-ban épült a falu nyugati részén, a „román negyedben”. Téglalap alaprajzú, keleti oldalán sokszögű oltárapszissal, nyugati részén harangtoronnyal.[20]
- Néprajzi múzeum. A magánmúzeumot a Főutca 60-as száma alatti házban, a 2010-es években rendezte be Erich Lukas, aki 1935-ben született a faluban, később kivándorolt Németországba, majd 2008-ban hazatért. Egy régi szász házban és melléképületeiben, hét helyiségben több, mint háromezer tárgy tekinthető meg: korabeli bútorozott szász szoba és konyha, asztalosműhely, fészer, háborús és egyéb tárgyak gyűjteményei.[13][34]